# Road to Nowhere (film)
Pour les articles homonymes, voir Road to Nowhere.
Pour plus de détails, voir Fiche technique et Distribution.
Road to Nowhere est un film réalisé par Monte Hellman sorti en 2011 en France.

## Synopsis
Cinéaste prometteur, Mitchell Haven choisit Laurel Graham, une actrice non-professionnelle, pour incarner Velma Duran, impliquée dans un scandale financier qui défraya la chronique et sur lequel est basé son nouveau film. Le réalisateur tombe sous le charme de sa muse, au grand désespoir de certains membres de l'équipe de tournage...

## Fiche technique
- Réalisation : Monte Hellman
- Photographie : Josep M. Civit
- Montage : Céline Ameslon
- Production : Monte Hellman
- Langue : anglais

## Distribution
- Shannyn Sossamon : Laurel Graham/Velma Duran
- Dominique Swain : Nathalie Post
- Cliff De Young :  Cary Stewart/Rafe Taschen
- John Diehl : Bobby Billings
- Waylon Payne : Bruno Brotherton
- Tygh Runyan : Mitchell Haven
- Fabio Testi : Nestor Duran
- Bonnie Pointer : elle-même
- Michael Bigham : Joe Watts

## Festivals
Road to Nowhere a été sélectionné dans les festivals suivants:
- 2009 : Whistler Film Festival
- 2010 : Mostra de Venise
- 2010 : Palm Springs International Film Festival
- 2010 : South by Southwest
- 2010 : Nashville Film Festival